# Väike-Nõuni järv
Väike-Nõuni (est. Väike-Nõuni järv) – jezioro w Estonii,  w prowincji Valgamaa, w gminie Palupera. Należy do pojezierza Päidla (est. Päidla järved). Położone jest na północ od wsi Nõuni. Ma powierzchnię 6,1 ha linię brzegową o długości 1007 m, długość 320 m i szerokość 290 m. Sąsiaduje z jeziorami Kalmejärv, Näkijärv, Päidla Mudajärv, Päidla Mõisajärv, Mõrtsuka, Nõuni. Położone jest na terenie obszaru chronionego krajobrazu Otepää looduspark. Jezioro zamieszkują m.in.: leszcz,  płoć.